# Répertoire national des certifications professionnelles
Le Répertoire national des certifications professionnelles (RNCP) recense tous les titres professionnels délivrés par le ministère du Travail par l'intermédiaire de l'établissement public France compétences. Il ne doit pas être confondu avec un diplôme national (licence, master, doctorat) ou un grade équivalent. En effet, un diplôme est inscrit de droit au RNCP, mais un titre RNCP seul (souvent délivré par un établissement privé d'enseignement supérieur) n'est pas équivalent à un diplôme national délivré par le ministère de l'Enseignement supérieur.
Trois types de titres sont reconnus dans le système éducatif français, à des degrés différents, présentés par ordre décroissant :  
- le diplôme national atteste la réussite à un examen organisé et validé par l’État qui en garantit la qualité. Leur niveau est reconnu à l'échelle nationale comme européenne avec le système ECTS. Ils sont délivrés le plus souvent au nom du ministère de l'Éducation nationale et du ministère de l'Enseignement supérieur, et inscrits de droit au RNCP ;
- le diplôme d'État, délivré obligatoirement par un ministère, qui est obtenu à l'issue de certaines formations, dans plusieurs branches d'activité. Le diplôme d'État est souvent requis pour l'exercice de professions réglementées, notamment dans le champ de la santé, du social, de l'animation et du sport ;
- le diplôme et titre à finalité professionnelle, délivré par un ministère ou un organisme certificateur seul – notamment pour le titre à finalité professionnelle, qui est obtenu à l'issue de certaines formations, dans plusieurs branches d'activité. C'est aussi une reconnaissance par l’État - mais qui ne garantit pas nécessairement la poursuite d'études ou l'accès à certaines professions réglementées.

Il convient de noter que beaucoup d'écoles privées du supérieur font un usage massif du RNCP, en utilisant des techniques de confusion pour assimiler ce dernier à un diplôme national (type licence ou master).

## Histoire et objectif

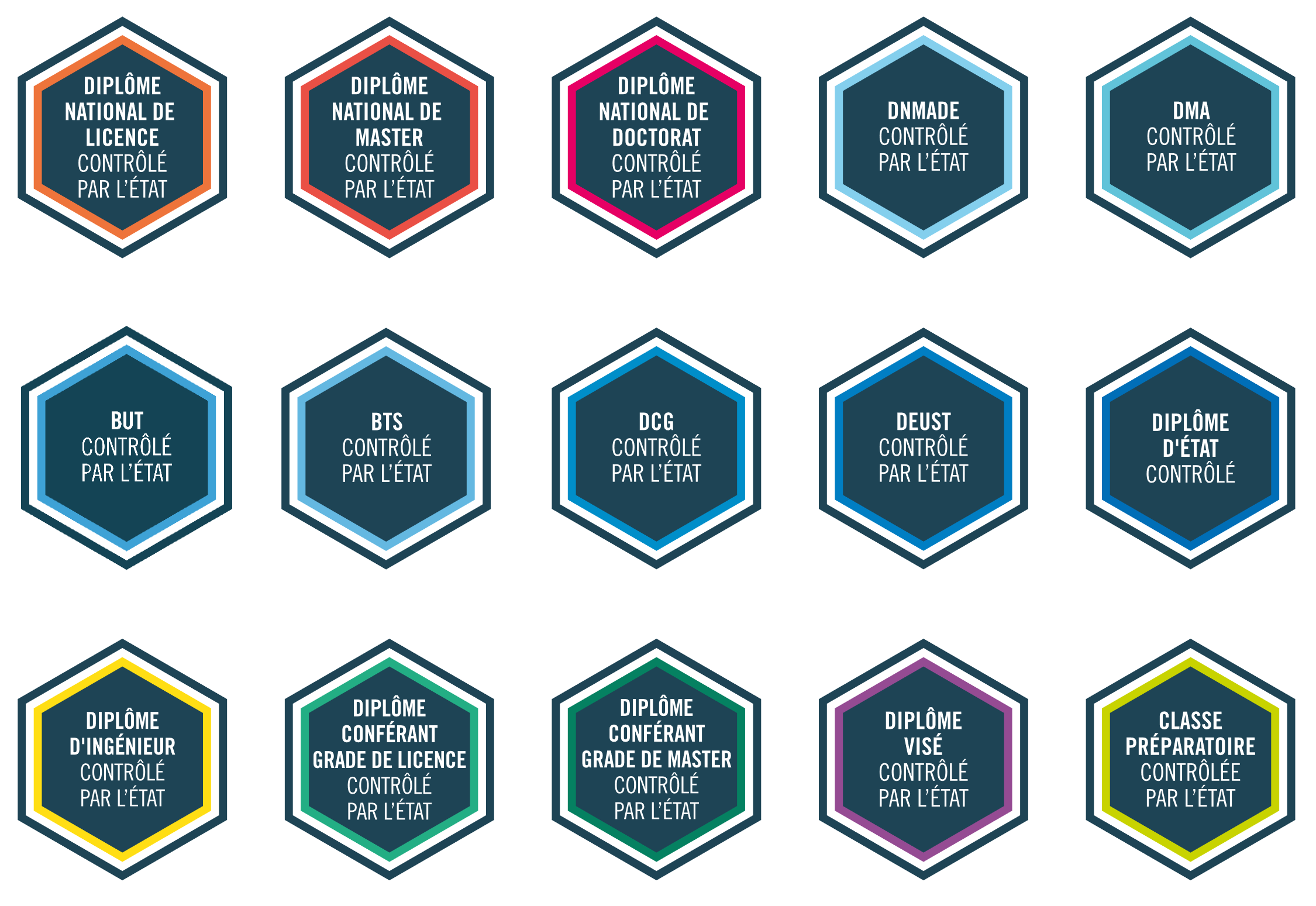
Logotypes créés par le ministère de l'Enseignement supérieur, de la Recherche et de l'Innovation.

En France, le répertoire national des certifications professionnelles (RNCP) a été créé par la loi du 17 janvier 2002 et codifié à l'article L335-6 du code de l'éducation jusqu'en 2018, année où son organisation est transférée à l'article L. 6113-1 du Code du travail, instauré par la loi no 2018-771 du 5 septembre 2018.
Il est, depuis 2019, régi par l'article L6113-1 du code du travail dont la rédaction est issue de la loi no 2018-771 du 5 septembre 2018. Depuis le 1er janvier 2019, sa gestion est dorénavant déléguée à l'organisme France compétences, qui dépend du ministère du Travail, de l'Emploi et de l'Insertion. Placée sous l'autorité du ministre chargé de la Formation professionnelle, la Commission nationale de la certification professionnelle établit et actualise le répertoire national des certifications professionnelles. Elle veille au renouvellement et à l'adaptation des diplômes et titres à l'évolution des qualifications, à l'organisation du travail, aux compétences acquises eu égard aux besoins du marché du travail.

### Objectif
Le RNCP a pour objectif de contribuer à la reconnaissance des diplômes et des titres, et ainsi à faciliter l'accès à l'emploi, la gestion des ressources humaines et la mobilité professionnelle.
Les certifications enregistrées dans le répertoire sont reconnues sur l'ensemble du territoire national, et européen via le Cadre européen des certifications,,. L'enregistrement dans le répertoire national concerne la seule certification proprement dite. Si l'enregistrement au RNCP garantit le niveau de la qualification professionnelle, il ne garantit pas son niveau académique comme le fait un visa de diplôme visé accordé par le ministère chargé de l'enseignement supérieur, ou une habilitation à décerner un titre d'ingénieur diplômé.

### Fonctionnement
Les diplômes et titres à finalité professionnelle sont classés dans le répertoire national des certifications professionnelles par domaine d'activité et par niveau.
À partir de 1969 et jusqu'en 2018, les niveaux d'études allaient dans l'ancienne nomenclature de 1969 du niveau V (CAP-BEP), IV (Bac), III (Bac+2), II (Bac+3/Licence ou Bac+4/Master 1), I (Bac+5/Master 2/doctorat...). La loi no 2002-73 du 17 janvier 2002 de modernisation sociale crée le répertoire national des certification professionnelles. En attendant la création d'une nouvelle nomenclature, les diplômes y seront classés après approbation par décision du groupe permanent de la formation professionnelle et de la promotion sociale du code de l'éducation.
En 2019, une équivalence des niveaux d'études permet d'attribuer aux diplômes classés dans l'ancienne nomenclature un niveau dans la nouvelle nomenclature.
Dans cette nouvelle nomenclature, les niveaux d'études sont classés aux niveaux 1 (instruction maternelle), 2 (instruction élémentaire), 3 (CAP-DNB), 4 (Baccalauréat), 5 (BTS), 6 (Licence-BUT), 7 (Master), 8 (Doctorat),.
Un diplôme ou un titre à finalité professionnelle peut être enregistré de droit au RNCP, c'est le cas des diplômes académiques et de certifications donnant lieu à un arrêté ministériel. Un diplôme ou une certification peut aussi disposer d'une fiche dédiée qui y est enregistrée, une fiche a alors une durée maximum de validité de cinq ans.
Lorsqu'un diplôme a pour prérequis un diplôme de niveau donné, il n'est pas nécessairement placé au niveau supérieur. Ainsi, un diplôme qui demande en entrée un diplôme de niveau 4 n'est pas nécessairement placé au niveau 5. Cette nomenclature affecte le niveau d'un diplôme par rapport aux savoirs, aptitudes et niveaux de responsabilité et d'autonomie qu'il pourvoit, conformément au cadre européen des certifications,,.
Les mises à jour se font par décision de la direction générale de France compétences publiée au JORF et sur le site de France compétences.
Pour les diplômes délivrés au nom de l'État, cet enregistrement est dit « de droit » (même s'il n'est pas automatique). Les diplômes nationaux de Licence ainsi que ceux délivrant le grades de Licence sont placés au niveau 6, les diplômes nationaux de Master ainsi que ceux délivrant le grades de Master au niveau 7, et le diplôme national de Doctorat au niveau 8,. Pour les autres diplômes et titres, l'enregistrement, appelé « certification », passe par une commission technique, à la demande de l'organisme délivreur. Cette procédure succède à l'ancienne procédure d'« homologation ».
Dans le cas des diplômes techniques ou socioprofessionnels, l'organisme certificateur du diplôme est tenu de réunir une « commission professionnelle consultative » composée de représentants des employeurs (5), des organisations professionnelles (2), des organisations syndicales (5), des pouvoirs publics (5), de personnalités qualifiées (3) ainsi que de membres associés de Pôle Emploi (1) et du Centre d'études et de recherches sur les qualifications (1). La composition précise est fonction de la commission.

## Nomenclature des niveaux de diplômes
Cette nomenclature classe les diplômes de niveau du moins élevé de niveau 1, au plus élevé de niveau 8,. L'ancienne nomenclature de 1969 allait du niveau V (CAP, BEP) au niveau I (équivalent aujourd'hui à un Master), mais elle n'était plus harmonisée avec de nombreux systèmes étrangers dont ceux du système européen, et a été remplacée en 2019 pour faciliter la lecture internationale des niveaux de formations,. Elle est inspirée de la classification internationale type de l'éducation de 2011 établi par l'Unesco et[réf. nécessaire] basée sur le Cadre européen des certifications établi par l'Union européenne.
La nomenclature est utilisée, notamment à des fins statistiques, pour mesurer les études accomplies par un individu. Elle est utilisée au sein de l'Éducation nationale, d'autres ministères délivrant des diplômes d'état mais aussi par Pôle emploi pour classer les demandeurs d'emploi par niveau de formation, etc.
| Titre du diplôme                 | Années après le baccalauréat | Niveau RNCP du diplôme | Compétences | Ancien niveau (1969-2006) |
| -------------------------------- | ---------------------------- | ---------------------- | --- | ------------------------- |
| École maternelle et élémentaire  | -                            | Niveau 1 et 2          | Le niveau 1 correspond à la maîtrise des savoirs de base. Il est l'équivalent de l'école maternelle. Le niveau 2 atteste la capacité à effectuer des activités et résoudre des problèmes courants à l'aide de règles et d'outils mobilisant des savoir-faire professionnels. Il est l'équivalent de l'école élémentaire. L'activité s'exerce avec un niveau restreint d'autonomie. Les titulaires sont formés pour occuper des emplois de maîtrise ou d'ouvrier non qualifié. | Niveau V                  |
| CAP, DNB, CFG                    | -                            | Niveau 3               | Le niveau 3 atteste la capacité à effectuer des activités en appliquant des méthodes, des outils, des matériels et des informations de base, dans un contexte connu, et à adapter les moyens d'exécution et son comportement aux circonstances. Les diplômés du CAP, ou équivalent sont formés pour occuper des emplois de maîtrise ou d'ouvrier qualifié. | Niveau V                  |
| Baccalauréat                     | Bac                          | Niveau 4               | Le niveau 4 atteste la capacité à effectuer des activités mobilisant un large éventail d'aptitudes, d'adapter des solutions existantes pour résoudre des problèmes précis, à organiser son travail de manière autonome dans des contextes prévisibles mais susceptibles de changer. Les diplômés du Bac sont formés pour occuper des emplois de maîtrise ou d'ouvrier qualifié.                                                                                               | Niveau IV                 |
| BTS, CPGE                        | Bac + 2                      | Niveau 5               | Le niveau 5 atteste la capacité à maîtriser des savoir-faire dans un champ d'activité, à élaborer des solutions à des problèmes nouveaux, à analyser et interpréter des informations en mobilisant des concepts, à transmettre un savoir-faire et des méthodes. Les diplômés du BTS ou équivalent sont formés pour occuper des emplois d'ouvrier ou de technicien qualifié.                                                                                                   | Niveau III                |
| Diplôme national de licence, BUT | Bac + 3                      | Niveau 6               | Le niveau 6 atteste la capacité à analyser et résoudre des problèmes complexes imprévus dans un domaine spécifique, à formaliser des savoir-faire et des méthodes et à les capitaliser. Les diplômés d'une licence sont formés pour occuper des emplois de technicien qualifié. | Niveau II                 |
| Diplôme national de master       | Bac + 5                      | Niveau 7               | Le niveau 7 atteste la capacité à élaborer et mettre en œuvre des stratégies alternatives pour le développement de l'activité dans des contextes complexes, ainsi qu'à évaluer les risques et les conséquences de son activité. Les diplômés d'un master sont formés pour occuper des emplois de cadre. | Niveau I                  |
| Diplôme national de doctorat     | Bac + 8                      | Niveau 8               | Le niveau 8 atteste la capacité à identifier et résoudre des problèmes complexes et nouveaux impliquant une pluralité de domaines, en mobilisant les connaissances et les savoir-faire les plus avancés, à concevoir et piloter des projets et des processus de recherche et d'innovation. Les diplômés d'un Diplôme national de doctorat sont formés pour occuper des emplois de cadre.                                                                                      | Niveau I                  |

### Sources et bibliographie
- Commissions professionnelles consultatives (CPC), Liste des diplômes : Édition 2016, Paris, Ministère de l'Éducation nationale, 2016, 32e éd., 77 p. (lire en ligne [PDF]).